# Channel 5 (Fear the Walking Dead)
«Canal 5» —título original en inglés: «Channel 5»— es el décimo quinto episodio de la quinta temporada de la serie de televisión posapocalíptica, horror Fear the Walking Dead. Se estrenó el 22 de septiembre de 2019. Estuvo dirigido por David Barrett y en el guion estuvo a cargo de Michael Alaimo y Samir Mehta.

## Trama
Virginia crea un documental para atraer a la gente a unirse a los Pioneros, inspirando a Althea a crear un nuevo documental para contrarrestar el mensaje de Virginia. La condición de Grace continúa deteriorándose. Tom se reúne con su hermana Janis, quien resulta ser la mujer que Wes rescató y se dedica a ayudar a crear el documental para mostrarle a la gente las diferencias entre las dos facciones. Mientras el grupo intenta cruzar un puente dañado, Virginia los confronta, quien se ofrece a ayudarlos a cruzar, así como información sobre el paradero de Sherry, si se unen a ella.
Cuando nadie da un paso al frente, Virginia convoca a una manada de caminantes para obligarlos a necesitar su ayuda. La mayoría del grupo llega a un lugar seguro, pero Tom muere cuando el puente se derrumba y el grupo también pierde el camión cisterna y la mayoría de sus suministros. Entran en la quebrada de Humbug, un parque temático cercano al estilo del Viejo Oeste donde John cree que pueden establecerse con seguridad, pero está rodeado por una gran manada de caminantes. Sintiendo que no tienen otra opción, Morgan recurre a Virginia en busca de ayuda, mientras que Dwight se enoja con la decisión.

## Recepción
"Channel 5" recibió malas críticas. Actualmente tiene una calificación del 17% con un puntaje promedio de 3.75 / 10 sobre 12 en el agregador de reseñas Rotten Tomatoes, el episodio peor revisado en el sitio para la serie y la franquicia. El consenso de los críticos dice: "'Channel 5' hace estallar cualquier sentido del impulso narrativo de la temporada en su recta final con una batalla de propaganda cursi que lleva al Miedo a una auto-parodia."
Erik Kain de Forbes fue negativo sobre el episodio y escribió: "Un equipo de escritores y productores se sentó alrededor de una mesa y decidió que esta era la historia que querían contar. Es insondable. Es absurdo. Pero de alguna manera todo hizo a producción y aquí estamos."

### Calificaciones
El episodio fue visto por 1,34 millones de espectadores en los Estados Unidos en su fecha de emisión original, por encima del episodios anteriores.